# Angelo Maria Jacobini
Angelo Maria Jacobini (Genzano di Roma, 25 aprile 1825 – Roma, 2 marzo 1886) è stato un cardinale italiano nominato da papa Leone XIII.

## Biografia
Angelo Maria, figlio di D. Vincenzo e Giacinta Parri nacque a Genzano il 25 aprile 1825. Angelo Maria fu avviato alla carriera ecclesiastica insieme al cugino e coetaneo Ludovico Jacobini. Fu un grandissimo teologo, studioso di legge e grande giurista tanto da essere ritenuto uno dei sacerdoti più dotti di Roma. Fu stimato da Pio IX che lo volle segretario per gli Affari Ecclesiastici Straordinari (breve apostolico del 22 giugno 1875). Fu nominato segretario della Congregazione per gli affari ecclesiastici straordinari il 3 ottobre 1875. Il 15 marzo 1877 venne infine nominato "Assessor" del Santo Uffizio.
Venne creato cardinale da papa Leone XIII il 27 marzo 1882 con il titolo di S. Eustachio.
Angelo fu protettore di numerose congregazioni nonché delle opere Pie Barberine.
Morì il 2 marzo 1886 a Roma e le sue spoglie mortali furono seppellite nel cimitero del Verano.

## Parentele
Una nipote di Angelo Maria, Eugenia figlia di Tommaso fratello del Cardinale stesso, andrà in sposa all'ammiraglio marchese Giovanni Antonio Della Chiesa fratello del Pontefice Benedetto XV.
Il figlio di Eugenia, marchese Giuseppe sposò la marchesa Giulia del Gallo di Roccagiovine dalla quale ebbe 4 figli: Eugenia sposata al conte Cian Carlo Senni, Giovanni Antonio Benedetto sposato con la marchesa Adriana Cordero Lanza di Montezemolo, Giovanna sposata con Augusto Barberini Principe di Palestrina.
Una sorella di Angelo, Maria Luisa, sposò Clemente Giannini; da questo matrimonio nacquero due figlie Margherita e Diomira che andarono in spose rispettivamente a Gianfranco e Felice Jacobini, loro cugini di quarto grado.
Da questo ramo discende direttamente l'attuale ramo della famiglia Carafa Jacobini.
Un'altra sorella, Enrica sposò il nipote del Cardinale Gaetano Bedini.
La famiglia Bedini-Jacobini oggi è collegata al Clan Guthrie di Scozia.  
Angelo Maria morì il 2 marzo 1886 e venne sepolto al Verano.